# Франк Букс
Франк Букс (нід. Frank Boeckx, нар. 27 вересня 1986, Лір) — бельгійський футболіст, воротар клубу «Андерлехт».
Виступав, зокрема, за клуби «Сент-Трюйден», «Гент» та «Антверпен».

## Ігрова кар'єра
Народився 27 вересня 1986 року в місті Лір. Вихованець футбольної школи клубу «Сент-Трюйден». Дорослу футбольну кар'єру розпочав 2005 року в основній команді того ж клубу, в якій провів три сезони, взявши участь у 43 матчах чемпіонату. 
Своєю грою за цю команду привернув увагу представників тренерського штабу клубу «Гент», до складу якого приєднався 2008 року. Відіграв за команду з Гента наступні шість сезонів своєї ігрової кар'єри.
2014 року уклав контракт з клубом «Антверпен», у складі якого провів наступний рік своєї кар'єри гравця.  Більшість часу, проведеного у складі «Антверпена», був основним голкіпером команди.
До складу клубу «Андерлехт» приєднався 2015 року, ставши дублером Сільвіо Прото.

## Виступи за збірні
З 2001 року залучався до складів юнацьких збірних Бельгії. 2007 року провів дві гри за молодіжну збірну Бельгії. Того ж року брав участь у молодіжному Євро-2007, на якому бельгійці дійшли до стадії півфіналу.